# Río Balajlei
El río Balajlei (del ruso: Балахлей) es un río del óblast de Tiumén, en Rusia. Es un afluente por la derecha del río Vagái, que lo es del río Irtish, y este a su vez del río Obi, a cuya cuenca hidrográfica pertenece.

## Geografía
Su curso tiene 134 km de longitud y su cuenca 2 240 km². Nace a unos 115 m sobre el nivel del mar en el pantano de Balajlei (Балахлейская болота) y se dirige hacia el norte-noroeste hasta llegar a Maloskarednoye, donde traza una curva hacia el norte-nordeste, dirección que sigue en la mayoría de su curso, pasando por Ovsovo (junto al lago Ishimgal, donde recibe al Bogomolka), Vilkova, Krótovo (donde recibe al Ozerija), Ust-Lótovka, Bolshói Kuseriak (donde recibe al Kuseriak), Novoberiózovka, tras lo que describe una serie de amplias curvas con dirección general hacia el oeste para cruzar Balajlei, Angarka y Ólguina antes de desembocar a 60 m de altura en el Vagái, a 261 km de su desembocadura en el río Irtish en Vagái y antes de llegue a Utmarka.

## Hidrometría
El 35 % de sus 2 240 km² de cuenca hidrográfica es de carácter pantanoso. El curso del río es moderadamente tortuoso, y en él se alternan piletones y aguas bravas.
El curso del río tiene una anchura media en los piletones de 10-12, y su lecho, limoso, una profundidad de 1 m, mientras que en las zonas de rápidos, la anchura se reduce a 4-7 m y la profundidad del lecho, arenoso, a 0.3-0.5 m. Durante el verano, el río se cubre de vegetación acuática, La velocidad de la corriente es de 0.5-1 m/s y la temperatura del agua está entre los 18 °C y 21 °C.
El río ha sido observado en Balajlei entre los años 1952 y 1999. En ese periodo, el caudal medio mensual más alto corresponde al mes de abril 18.39 m³/s, mientras que el estiaje se da en los meses de invierno, especialmente en febrero (0.20 m³/s), lo que da idea de la gran amplitud de la variación del caudal entre las estaciones. Su caudal medio en esta estación, a 23 km de su desembocadura, es de 3.29 m³/s.
| Caudal medio mensual del Balajlei en la estación hidrológica de Balajlei (Datos calculados en 47 años, 1952-99, en m³/s) |
| |